# Triplophysa qiubeiensis
Triplophysa qiubeiensis är en fiskart som beskrevs av Li och Yang 2008. Triplophysa qiubeiensis ingår i släktet Triplophysa och familjen grönlingsfiskar. Inga underarter finns listade i Catalogue of Life.